# Florent Serra
Florent Serra (n. 28 februarie 1981) este un jucător de tenis francez. În ianuarie 2006, el a câștigat cel de-al doilea titlu ATP la Adelaide în Australia. El l-a învins pe Michael Llodra, Tommy Robredo, Jarkko Nieminen și pe Dominik Hrbaty în drumul său spre finală. În finală l-a învins pe Xavier Malisse cu scorul 6-3, 6-4. În iunie 2006, el era cotat ca cel numărul 36 în lume, cea mai bună clasificare a sa din toate timpurile. Totuși, la Wimbledonul din 2006, el a fost învins încă din prima rundă de Lukas Dlouhy. Serra, jucător dreptaci, are o înălțime de 1.80 m.